# Халтурина (село)
Халтурина (укр. Халтуріна) — село, Катериновский сельский совет, 
Сахновщинский район, Харьковская область.
Код КОАТУУ — 6324883005. Население по переписи 2001 года составляет 32 (17/15 м/ж) человека.

## Географическое положение
Село Халтурина находится на правом берегу реки Орель,
выше по течению на расстоянии в 1 км расположено село Андреевка,
ниже по течению на расстоянии в 4,5 км расположено село Песковатое,
на противоположном берегу — село Запаровка.
Русло реки частично используется под Канал Днепр — Донбасс.

## История
- 1920 — дата основания.